# Laura Luís
Pour les articles homonymes, voir Luis.
Laura José Ramos Luís, née le 15 août 1992, est une footballeuse internationale portugaise qui joue au poste d'attaquante pour le Clube de Albergaria.

## Biographie
Laura Luís commence à jouer au football sous l'influence de son grand-père et avec le soutien de sa famille. Elle débute au sein d'un des clubs les plus connus au monde, le CF Andorinha, où Cristiano Ronaldo a également débuté. En 2008 elle quitte son club de jeunesse et part chez les voisins du CS Maritimo.
À l'été 2011, elle quitte Madère et part aux États-Unis à l'Université du Texas à Brownsville pour y étudier les sciences du sport, et joue pour l'équipe féminine de football des Brownsville Scorpions pendant six mois. En mars 2012, elle signe (avec ses compatriotes Edite Fernandes et Ana Borges) avec le club de la W-League, le Santa Clarita Blue Heat. Régulièrement sur le banc elle est de retour Maritimo Funchal à l'automne. 
A l'essai auprès du club allemand du FCR Duisburg depuis juillet 2013, elle signe un contrat avec le club de Bundesliga, le 14 août 2013, pour la saison 2013-2014. Contrât quelle prolonge, d'un an, en juillet 2014, avec ses compatriotes Carole Costa et Dolores Silva.
Le 12 juillet 2016, elle signe un contrat d'un an avec le FF USV Jena, jusqu'au 30 juin 2017.
En mai 2017, après 4 années passées en Allemagne, elle retourne au Portugal, et signe avec le SC Braga. Le 3 septembre 2017, elle entre en jeu à la 83e minute de la Supertaça de Portugal, perdue par le SC Braga, 3 buts à 1. Le 11 février 2018, elle marque 5 des 13 buts mis par le SC Braga au GDC A-dos-Francos. Le 28 mars 2018, elle accepte une prolongation de contrat avec Braga. Cette saison, elle termine meilleure buteuse du championnat, avec un total de 32 buts marqués. La saison suivante commence sur les chapeaux de roue, par la victoire en Supercoupe du Portugal face à l'éternel rival de l'époque, le Sporting, victoire aux tirs au but. Au terme de la saison, Laura Luís, remporte avec les Gverreiras le Championnat du Portugal féminin de football 2018-2019, étant invaincu (20 victoires, et 2 nuls). En mai 2019, elle prolonge encore son contrât avec les Arsenalistas. Lors de la saison 2019/20, elle dispute ses premières rencontres en Ligue des championnes. Et remporte la Coupe du Portugal 3 à 1 face au SL Benfica, disputée le 12 janvier 2021, elle entre en jeu à la 81e minute.
Le 9 août 2023, le CS Maritimo, annonce son retour sur l'ile de Madère. Club qu'elle quitte après une petite saison, ainsi que 10 autres joueuses.
Le 24 juillet 2024, le Clube de Albergaria, annonce son arrivée pour une saison.

## Statistiques

### En club
| Saison                | Club                    | Championnat                   | Championnat | Championnat | Coupe(s) nationale(s) | Coupe(s) nationale(s) | Compétition(s) continentale(s) | Compétition(s) continentale(s) | Compétition(s) continentale(s) | Sélection | Sélection | Sélection | Total | Total |
| Saison                | Club                    | Division                      | M.          | B.          | M.                    | B.                    | Comp.                          | M.                             | B.                             | Équipe    | M.        | B.        | M.    | B.    |
| 2010-2011             | CS Marítimo             | AF Madeira                    | -           | -           | -                     | -                     | -                              | 0                              | 0                              | U19       | 6         | 5         | 6     | 5     |
| Sous-total            | Sous-total              | Sous-total                    | -           | -           | -                     | -                     | -                              | 0                              | 0                              | -         | 6         | 5         | 6     | 5     |
| 2011                  | Brownsville Scorpions   | Red River Athletic Conference | 12          | 14          | -                     | -                     | -                              | 0                              | 0                              | U19 & A   | 7         | 3         | 19    | 17    |
| Sous-total            | Sous-total              | Sous-total                    | 12          | 14          | -                     | -                     | -                              | 0                              | 0                              | -         | 7         | 3         | 19    | 17    |
| 2012                  | Santa Clarita Blue Heat | W-League                      | 2           | 5           | -                     | -                     | -                              | -                              | -                              | A         | 7         | 1         | 9     | 6     |
| Sous-total            | Sous-total              | Sous-total                    | 2           | 5           | -                     | -                     | -                              | -                              | -                              | -         | 7         | 1         | 9     | 6     |
| 2012-2013             | CS Marítimo             | AF Madeira                    | 8           | 44          | -                     | -                     | -                              | 0                              | 0                              | A         | 8         | 1         | 16    | 45    |
| Sous-total            | Sous-total              | Sous-total                    | 8           | 44          | -                     | -                     | -                              | 0                              | 0                              | -         | 8         | 1         | 16    | 45    |
| 2013-2014             | FCR Duisbourg           | 1. Frauen-Bundesliga          | 13          | 2           | 1                     | 1                     | -                              | 0                              | 0                              | A         | 7         | 3         | 21    | 6     |
| 2014-2015             | MSV Duisbourg           | 1. Frauen-Bundesliga          | 2           | 0           | 0                     | 0                     | -                              | 0                              | 0                              | A         | 5         | 2         | 7     | 2     |
| 2015-2016             | MSV Duisbourg           | 2. Frauen-Bundesliga          | 3           | 4           | 2                     | 1                     | -                              | 0                              | 0                              | A         | 1         | 0         | 6     | 5     |
| Sous-total            | Sous-total              | Sous-total                    | 18          | 6           | 3                     | 2                     | -                              | 0                              | 0                              | -         | 13        | 5         | 34    | 13    |
| 2016-2017             | FF USV Jena             | 1. Frauen-Bundesliga          | 14          | 1           | 2                     | 2                     | -                              | 0                              | 0                              | A         | 10        | 0         | 26    | 3     |
| Sous-total            | Sous-total              | Sous-total                    | 14          | 1           | 2                     | 2                     | -                              | 0                              | 0                              | -         | 10        | 0         | 26    | 3     |
| 2017-2018             | SC Braga                | Liga Allianz                  | 21          | 32          | 7                     | 8                     | -                              | 0                              | 0                              | A         | 6         | 1         | 34    | 41    |
| 2018-2019             | SC Braga                | Liga BPI                      | 19          | 13          | 6                     | 3                     | -                              | 0                              | 0                              | A         | 7         | 0         | 32    | 16    |
| 2019-2020             | SC Braga                | Liga BPI                      | 15          | 8           | 7                     | 4                     | -                              | 2                              | 1                              | -         | 0         | 0         | 24    | 13    |
| 2020-2021             | SC Braga                | Liga BPI                      | 20          | 3           | 4                     | 1                     | -                              | -                              | -                              | -         | 0         | 0         | 24    | 4     |
| 2021-2022             | SC Braga                | Liga BPI                      | 12          | 3           | 6                     | 3                     | -                              | -                              | -                              | -         | 0         | 0         | 18    | 6     |
| 2022-2023             | SC Braga                | Liga BPI                      | 15          | 3           | 8                     | 3                     | -                              | -                              | -                              | -         | 0         | 0         | 23    | 6     |
| Sous-total            | Sous-total              | Sous-total                    | 102         | 62          | 38                    | 22                    | -                              | 2                              | 1                              | -         | 13        | 1         | 155   | 86    |
| 2022-2023             | SC Braga B              | II Divisão Nacional           | 4           | 2           | 0                     | 0                     | -                              | -                              | -                              | -         | 0         | 0         | 4     | 2     |
| Sous-total            | Sous-total              | Sous-total                    | 4           | 2           | 0                     | 0                     | -                              | 0                              | 0                              | -         | 0         | 0         | 4     | 2     |
| 2023-2024             | CS Marítimo             | Liga BPI                      | 22          | 8           | 5                     | 3                     | -                              | -                              | -                              | -         | 0         | 0         | 27    | 11    |
| Sous-total            | Sous-total              | Sous-total                    | 22          | 8           | 5                     | 3                     | -                              | 0                              | 0                              | -         | 0         | 0         | 27    | 11    |
| 2024-2025             | Clube de Albergaria     | Liga BPI                      | 0           | 0           | 0                     | 0                     | -                              | -                              | -                              | -         | 0         | 0         | 0     | 0     |
| Sous-total            | Sous-total              | Sous-total                    | 0           | 0           | 0                     | 0                     | -                              | 0                              | 0                              | -         | 0         | 0         | 0     | 0     |
| Total sur la carrière | Total sur la carrière   | Total sur la carrière         | 182         | 142         | 48                    | 29                    | -                              | 2                              | 1                              |           | 64        | 15        | 296   | 187   |

Statistiques actualisées le 24 septembre 2024

#### Matchs disputés en coupes continentales[18]
| Matchs | Date              | Stade                   | Adversaire | Résultat | Minutes | Compétition           | Buts | Tour                   | Club     |
| ------ | ----------------- | ----------------------- | ---------- | -------- | ------- | --------------------- | ---- | ---------------------- | -------- |
| 1      | 13 août 2019      | Stade Arkādija, Riga    | Riga FS    | 0 – 8    | 90 min  | Ligue des championnes | 0    | Phase de qualification | SC Braga |
| 2      | 26 septembre 2019 | Stade Jean-Bouin, Paris | PSG        | 0 – 0    | 25 min  | Ligue des championnes | 0    | Seizièmes de finale    | SC Braga |

### En sélection nationale[19]
Ses débuts en sélection portugaise date du 26 septembre 2008, avec le maillot des moins de 19 ans, lors d'un match de qualification pour le championnat d'Europe des U19 en Biélorussie, face à l'équipe de Roumanie U19, qui se solde par une défaite 4 à 1. 
Sa première sélection avec les A, a lieu lors d'un match de qualification pour le Championnat d'Europe de football féminin 2013 qui doit avoir lieu en Suède. C'est face à l'Arménie, le 17 septembre 2011 qu'elle entre cours de jeu et marque et célèbre sa première cape en marquant le 8e but de la sélection portugaise. 
Elle a est convoquéde par Francisco Neto pour faire partie des 23 joueuses du Portugal pour l'Euro féminin 2017 aux Pays-Bas.
| Matches officiels de Laura Luís en sélections portugaises | Matches officiels de Laura Luís en sélections portugaises | Matches officiels de Laura Luís en sélections portugaises | Matches officiels de Laura Luís en sélections portugaises | Matches officiels de Laura Luís en sélections portugaises |
| Club                                                      | V.                                                        | N.                                                        | D.                                                        | Buts                                                      |
| --------------------------------------------------------- | --------------------------------------------------------- | --------------------------------------------------------- | --------------------------------------------------------- | --------------------------------------------------------- |
| Portugal U19 (17 matchs: 24,29%)                          | 4 (23,53%)                                                | 2 (11,76%)                                                | 11 (64,71%)                                               | 7 (46,67%)                                                |
| Portugal A (53 matchs: 75,71%)                            | 17 (32,07%)                                               | 8 (15,09%)                                                | 28 (52,84%)                                               | 8 (53,33%)                                                |
| Total (Incomplet)                                         | 21 (30,00%)                                               | 10 (14,29%)                                               | 39 (55,71%)                                               | 15                                                        |

## Palmarès

### Avec leMSV Duisbourg
- Vainqueur de la 2. Frauen-Bundesliga : 1 fois — 2015-16

### Avec leSC Braga
- Vainqueur du Championnat du Portugal : 1 fois — 2018-19
- Vainqueur de la Coupe du Portugal : 1 fois — 2019-20
- Vainqueur de la Coupe de la ligue : 1 fois — 2021-22
- Vainqueur de la Supercoupe : 1 fois — 2018
- Vice-championne du Championnat du Portugal : 1 fois — 2017-18,
- Finaliste de la Coupe du Portugal : 2 fois — 2017-18 et 2022-23
- Finaliste de la Coupe de la ligue : 2 fois — 2019-20 et 2022-23
- Finaliste de la Supercoupe : 2 fois — 2017 et 2019